# Frost (игра)
Frost (стилизовано как FROST) — это инди-головоломка, созданная независимой австрийской студией kunabi brother GmbH и доступная только для мобильных устройств с операционной системой iOS. Игрок управляет потоками и должен сделать так, чтобы они достигли точки финала.

## Игровой процесс
Игра представляет собой пошаговую головоломку, где каждый уровень состоит из одного или нескольких потоков, состоящих из сотен точек. Игрок, проводя пальцем по экрану может создавать линию, меняющую направление потока. Цель игрока — сделать так, чтобы поток достиг точки финала — сферы. Поток, дошедший до финала должен быть достаточно мощным, чтобы сфера «засветилась» и игрок попал на следующий уровень.
Уровень также может иметь «слепую зону», в которой игрок не может создавать линию, таким образом ему необходимо обходить её. Также некоторые уровни имеют несколько потоков, обозначенных разными цветами. Игрок должен сделать так, чтобы потоки достигли точек финала, обозначенных их же цветом. Пересечение потоков недопустимо. Также на уровнях могут встречаться мешающие потоку кольца.

## Критика
| Сводный рейтинг    | Сводный рейтинг |
| Агрегатор          | Оценка          |
| ------------------ | --------------- |
| Metacritic         | 89/100 (iOS)    |
| Иноязычные издания |                 |
| Издание            | Оценка          |
| Gamezebo           | [ 3 ]           |
| AppAdvice          | 9,2/10          |

Игра получила положительные оценки от разных игровых критиков, средняя оценка на сайте-агрегаторе Metacritic для мобильной версии составила 89 баллов из 100 возможных.
Критик сайта Gamezebo назвал игру великолепной эмпирической головоломкой, предлагающей множество способов решения задачи с плавным интерфейсом, великолепной графикой и приятным саундтреком. «Я хорошо помню времена, когда только начинали заниматься кодированием веб-сайтов, и тогда мы могли добавить „мышеловку“, преследующую курсор посетителя сайта. Будь это блёстки, или прыгающие шарики, пользователя очаровывала эта маленькая деталь, как бы отзываясь на его присутствие на сайте. Более 20 лет спустя, данная игра напомнила об этом чувстве удовольствия, когда я провёл пальцем по экрану, играя в „FROST“». Критик сайта Appadvice назвал FROST успокаивающей головоломкой, которая однозначно понравится игрокам, опробовавшим такие игры, как например Campfire Cooking или Shift. Хотя игра, состоящая из частиц и потоков выглядит максимально простой, тем не менее графика в игре выглядит чарующей благодаря графическому процессору Apple Metal 2 на фоне сопровождающихся приятных звуковых эффектов. Критик считает, что игра прекрасно демонстрирует производительные возможности устройства iPhone или iPad.
В качестве недостатков критики указали на отсутствие какого либо руководства. Критик Appadvice заметил, что это может стать серьёзным препятствием для определённых игроков.